# Чуду
Чуду́ — споконвічно кумицька національна страва, яка перейшла до інших народів Дагестану за радянських часів. Це тонкі, або товсті прісні коржі з начинкою, обсмажені на сухій сковорідці. За формою чуду бувають як круглі, так і напівкруглі. Тісто може бути як прісне або дріжджове, так і замішане на кисломолочному продукті. Варіантів начинки існує безліч - це і м'ясо (баранина, яловичина), і зелень (кріп, дика цибуля, кропива, лобода, щавель кінський), і овочі (картопля, гарбуз), та сир. Готові чуду зазвичай змащують маслом і складають один на одного. Потім накривають чимось, щоб чуду відпарилися і розм'якшилися. Вживають гарячими.